# Кутлумуш
Кутлумуш (на гръцки: Μονή Κουτλουμουσίου) е един от двадесетте манастири на полуостров Атон, Гърция. Посветен е на Преображението Господне. Разположен е в североизточната част на полуострова, близо до Кариес. Кутлумуш е шестият в йерархията на светогорските манастири.

## История
Първите сведения за манастира датират от 1169 година. В съвременния си вид е основан през XIV век от монах на име Кутлумуш, селджукски турчин, приел християнството. Главната църква е построена през 1540 година. Кутлумуш се счита за един от най-величествените манастири в Атон.
Католиконът е изписан в 1744 година от Исая, ученик на Дионисий Фурноаграфиот.
Към манастира има множество параклиси. Най-впечатляващ, построен през 1733 година, е параклисът „Света Богородица Закрилница“, разположен вляво от нартиката на главната църква, с чудотворна икона на Богородица с Младенеца. Други параклиси в манастира са Света Наталия, Свети Козма и Дамян, Вси Светии, Свети Йоан Кръстител и Свети Спиридон.

## Ценности и реликви
Библиотеката на манастира съдържа 662 старинни ръкописни сборници и 3500 печатни книги.

## Скит
В непосредствена близост до Кутлумуш се намира подчиненият на манастира скит „Свети Пантелеймон“.